# Station Altenbeken
Station Altenbeken (Bahnhof Altenbeken) is een spoorwegstation in de Duitse plaats Altenbeken, in de deelstaat Noordrijn-Westfalen. Door zijn ligging aan de spoorlijnen uit het Ruhrgebied naar Warburg evenals naar Holzminden - Kreiensen, Hannover en Herford is het een belangrijk knooppunt voor regionaal en langeafstandsverkeer. Het langeafstandsverkeer is niet groot omdat maar enkele ICE- en IC-treinen van het zogenaamde Midden-Duitsland-net hier stoppen.

## Geschiedenis

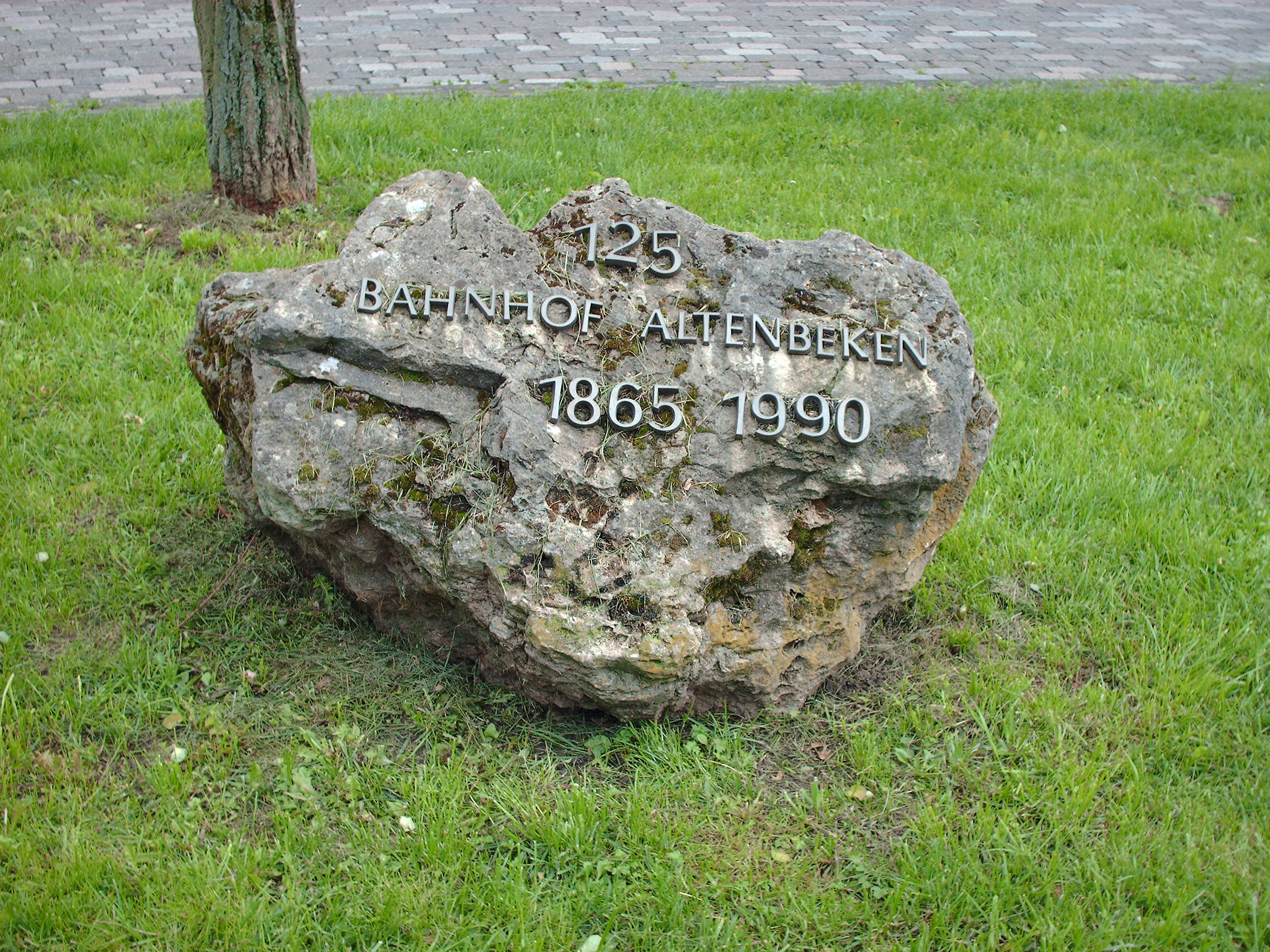
Gedenksteen van het 125-jarige jubileum van het station in 1990

De spoorlijn Paderborn - Warburg via Altenbeken werd in 1853 zonder station in Altenbeken geopend.
Het stationsgebouw zelf was op 1 oktober 1864 gereed en samen met het gereedkomen van de Rehbergtunnel in gebruik genomen. Op 20 december 1901 vond er bij het station een zwaar spoorwegongeval plaats, toen een reizigerstrein op de stilstaande D 31 naar Berlijn botste, 12 mensen vonden de dood. 
Bij de Deutsche Reichsbahn viel het station onder het regionale bestuur vanuit Kassel (Reichsbahndirektion), later werd deze bestuursregio overgenomen door het bestuur in Hannover (Bundesbahndirektion). De lijn naar Herford werd in de jaren '80 alleen nog door regionaal verkeer bediend. De voormalige snel- en D-treinen uit Osnabrück, Bielefeld of Bremen via Kassel en Bebra naar Zuid-Duitsland werden geleidelijk afgeschaft. De laatste was de lijn "Der Cherusker" naar Osnabrück en Bad Bentheim die werd geschrapt. Via Herford bestaat er alleen met een overstap nog een verbinding. Doorgaande treinen naar Bielefeld rijden vanaf Lage via de Begatalbahn en Oerlinghausen. De spoorlijn naar Hannover wordt vanaf 2000 door de S-Bahn van Hannover bediend. In station Altenbeken stoppen ook enkele Intercitytreinen, tot december 2007 stopte ook enkele ICE T-treinen. Vanaf de nieuwe dienstregeling in december 2010 rijden weer twee ICE-treinparen tussen Düsseldorf en Dresden respectievelijk Darmstadt en München. In beide gevallen is de volgende halte Warburg (Westf) respectievelijk Paderborn Hbf.
Wegens de betekenis van Altenbeken in het spoorwegnetwerk werd de ICE-T-koprijtuig 415 003 op 11 juli 2003 voorzien van de naam "Altenbeken". Altenbeken is daarmee het kleinste naamgevende plaats voor een ICE-treinstel.

## Stationsindeling

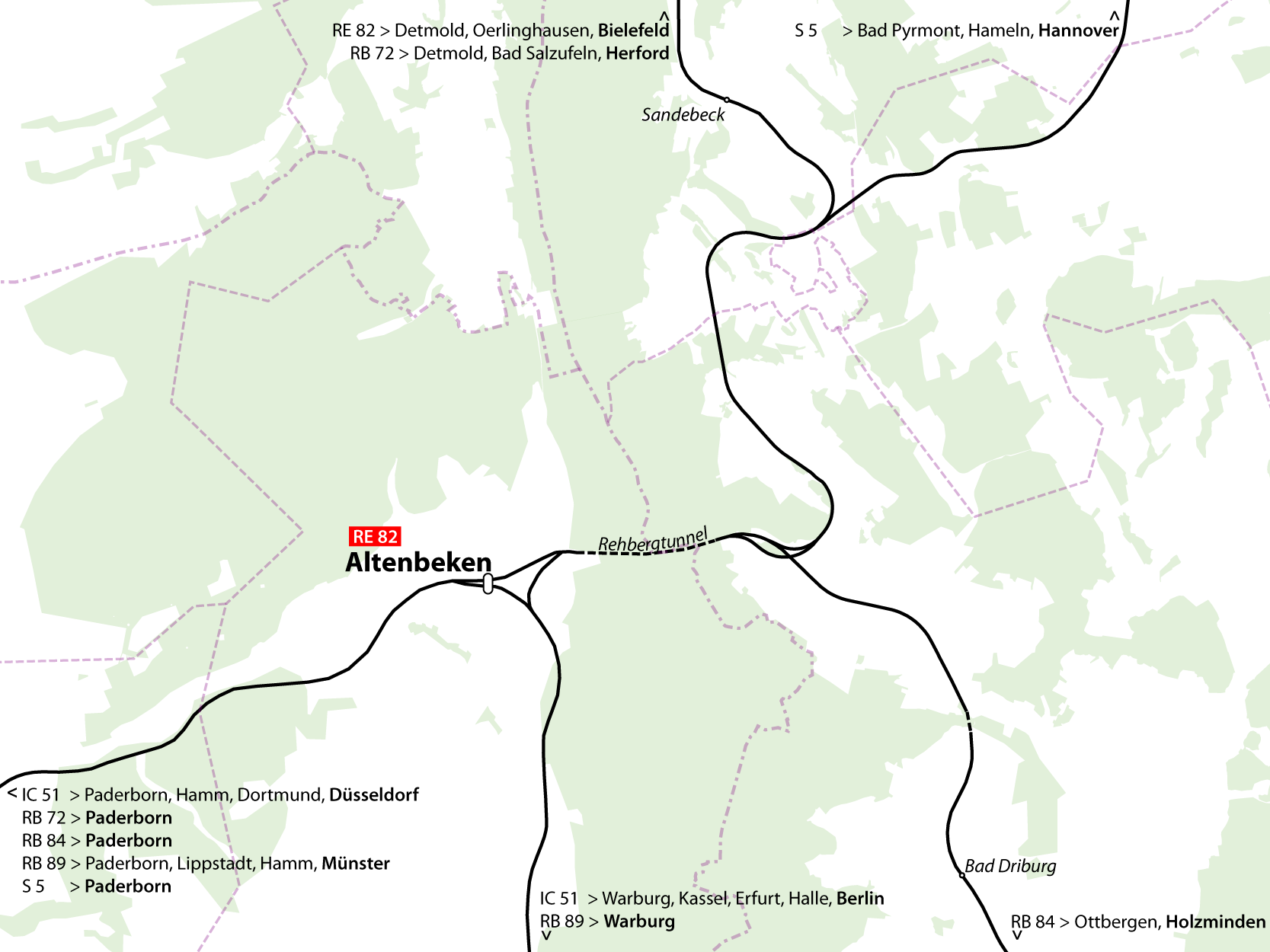
Locatie station Altenbeken in het netwerk

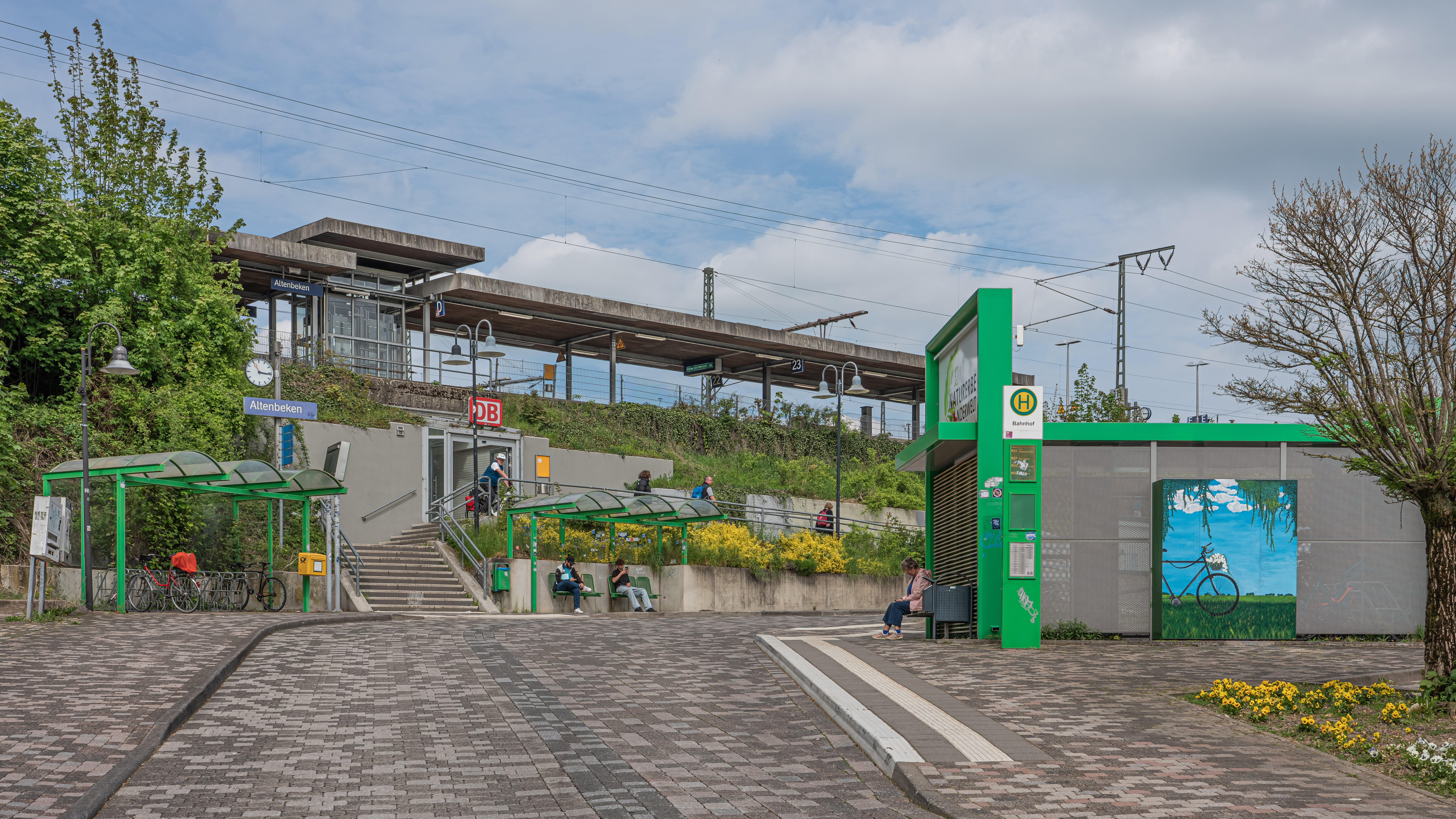
Stationsuitgang richting het dorp (2024)

Het station beschikt over tien perronsporen met een lengte van 140 tot 403 meter en een perronhoogte van 38 en 76 centimeter. Via de toevoeging van spoor 200, welke een directe verbinding biedt tussen de lijnen uit Hannover en Herford met de lijn naar Warburg, is het station vanaf 30 mei 1958 een spoordriehoek geworden. Dit spoor wordt niet door reizigerstreinen gebruikt, maar voornamelijk door goederentreinen.
Het station Altenbeken is een eilandstation, omdat het stationsgebouw midden tussen de sporen staat. Hierdoor is het stationsgebouw te bereiken via een onderdoorgang. In totaal verlaten vier spoorlijnen het station in oostelijke richting, in de richting van Paderborn loopt de spoorlijn westelijk over het Altenbekener Viaduct. Door dit spoorverloop wordt het station ook "Vijfvingerstation" genoemd.
Het seinhuis Altenbeken Af, een NX-beveiliging van het type SpBrS59, werd op 1 december 1963 in gebruik genomen en verving vijf mechanische seinhuizen.
Bij de uitgang naar het dorp bevindt zich een gedenksteen, die het 125-jarig bestaan van het station herinnert; er bevindt zich een bushalte.

## Elektrificering
Op 11 december 1970 was de elektrificering van de spoorlijn Hamm - Kassel gereed en de eerste elektrische locomotieven konden naar station Altenbeken rijden. Op 21 mei 1971 volgde de spoorlijn Hannover - Altenbeken. Behalve de lijnen richting Höxter en Kreiensen zijn alle spoorlijnen geëlektrificeerd.

## Betekenis in het netwerk
Het station Altenbeken was als overstapstation bij de opening van de eerste afbuigende lijn van grote betekenis. Vanaf de eerste Duitse D-trein die ging rijden op 1 mei 1892, de D 31/32 tussen Keulen en Berlijn, was er al een stop in Altenbeken.
De grote betekenis voor het noord-zuid-langeafstandsverkeer en het goederenverkeer is verloren gegaan. Met uitzondering van enkele treinen die via de bypass reden stopten alle noord-zuid rijdende treinen in Altenbeken.
Doorgaande regionale verbindingen vanuit het oosten via Altenbeken naar Paderborn evenals de vermindering van langeafstandstreinen hebben de betekenis van het station verkleind. Het is nog een overstappunt tussen de lijnen van Hannover en Herford, doordat het gunstiger gelegen station Himmighausen, oostelijk van de Rehbergtunnel, in mei 1989 gesloten werd.

## Verbindingen
De volgende treinseries stoppen in station Altenbeken. De langeafstandstreinen (ICE/IC) halteren enkele malen per dag in Altenbeken.
| Serie       | Treinsoort                          | Route | Bijzonderheden |
| ----------- | ----------------------------------- | --- | --- |
| ICE 41      | InterCityExpress (DB Fernverkehr)   | [ Dortmund Hbf – Bochum Hbf – Essen Hbf – Duisburg Hbf – Düsseldorf Hbf – Köln Messe/Deutz – Siegburg/Bonn – Montabaur – Limburg Süd – Frankfurt (Main) Flughafen Fernbahnhof – Frankfurt (Main) Hbf – Aschaffenburg Hbf ] / [ Darmstadt Hbf – Frankfurt (Main) Hbf – Frankfurt (Main) Flughafen Fernbahnhof – Limburg Süd – Montabaur – Siegburg/Bonn – Köln Messe/Deutz – Düsseldorf Hbf – Duisburg Hbf – Essen Hbf – Bochum Hbf – Dortmund Hbf – Hamm (Westf) – Soest – Lippstadt – Paderborn Hbf – Altenbeken – Warburg (Westf) – Kassel-Wilhelmshöhe – Fulda ] – Würzburg Hbf – Nürnberg Hbf – München Hbf – Tutzing – Murnau – Oberau – Garmisch-Partenkirchen                                            | Elk uur tussen Dortmund en München. Éénmaal per dag vanaf Darmstadt via Dortmund en Kassel naar München. Één trein op zaterdag door tot Garmisch-Partenkirchen. |
| IC 50       | Intercity (DB Fernverkehr)          | [ Ostseebad Binz – Stralsund Hbf – Greifswald – Züssow – Pasewalk – Angermünde – Berlin Gesundbrunnen – Berlin Hbf – Berlin Südkreuz – Lutherstadt Wittenberg – Halle (Saale) Hbf – ] / [ Leipzig Hbf ] – Erfurt Hbf – Eisenach – [ Bebra – Kassel-Wilhelmshöhe – Warburg (Westf) – Altenbeken – Paderborn Hbf – Lippstadt – Soest – Hamm (Westf) – Dortmund Hbf – Bochum Hbf – Essen Hbf – Duisburg Hbf – Düsseldorf Flughafen – Düsseldorf Hbf ] / [ Fulda – Frankfurt (Main) Hbf – [ Darmstadt Hbf – Mannheim Hbf – Ludwigshafen (Rhein) Hbf – Neustadt (Weinstr) Hbf – Kaiserslautern Hbf – Homburg (Saar) Hbf – Saarbrücken Hbf ] / [ Frankfurt (Main) Flughafen Fernbahnhof – Mainz Hbf – Wiesbaden Hbf ] | Tweemaal per dag tussen Frankfurt en Saarbrücken. Eenmaal per dag van Stralsund naar Frankfurt.                                                                 |
| RE 11 (RRX) | Regional-Express (National Express) | Düsseldorf Hbf – Duisburg Hbf – Essen Hbf – Bochum Hbf – Dortmund Hbf – Hamm (Westf) Hbf – Paderborn Hbf – Altenbeken – Warburg (Westf) – Kassel-Wilhelmshöhe | Rhein-Hellweg-Express Rijdt elke twee uur tussen Paderborn en Kassel-Wilhelmshöhe.                                                                              |
| RE 82       | Regional-Express (Eurobahn)         | Bielefeld Hbf – Oerlinghausen – Lage (Lippe) – Detmold – (Horn-Bad Meinberg – Altenbeken) | Der Leineweber 1x per twee uur van/naar Altenbeken en op zondag                                                                                                 |
| RB 72       | Regionalbahn (eurobahn)             | Herford – Bad Salzuflen – Detmold – Horn-Bad Meinberg – Leopoldstal – Altenbeken – Paderborn Hbf | Ostwestfalen-Bahn |
| RB 84       | Regionalbahn (NordWestBahn)         | Paderborn Hbf – Altenbeken – Bad Driburg (Westf) – Holzminden – (Kreiensen) | Egge-Bahn 1x per twee uur van/naar Kreiensen, gekoppeld in Ottbergen aan RB 85                                                                                  |
| RB 85       | Regionalbahn (NordWestBahn)         | Ottbergen – Lauenförde-Beverungen – Bodenfelde – Offensen (Kr Northeim) – Adelebsen – Göttingen | Oberweser-Bahn eenmaal per twee uur in het weekend, gekoppeld in Ottbergen aan RB 84                                                                            |
| RB 89       | Regionalbahn (Eurobahn)             | Münster (Westf) Hbf – Hamm (Westf) – Paderborn Hbf – (Altenbeken – Warburg (Westf) – Hofgeismar – Kassel-Wilhelmshöhe) | Ems-Börde-Bahn 2x per uur Münster-Paderborn, 1x per twee uur van/naar Warburg, enkele treinen van/naar Kassel                                                   |
| S5          | S-Bahn (DB Regio Nord)              | Hannover Flughafen – Hannover Hbf – Hannover Bismarckstraße – Hamelen – Bad Pyrmont – Altenbeken – Paderborn Hbf | Flughafen - Hamelen 2x per uur |

## Toekomst
Vanaf december 2016 wordt Altenbeken elke twee uur door lijn RE 11 tussen Düsseldorf Hbf en Kassel-Wilhelmshöhe bediend. Hiervoor vervalt een IC-treinpaar van de Midden-Duitsland-net en het aantal ritten van de lijn RB 89 wordt verminderd.
Het seinhuis Altenbeken Af, zal in 2017 worden stilgelegd en door een elektronische treindienstleidingspost in Hamm vervangen worden.